# Рейхсгау Верхний Дунай
Рейхсгау Верхний Дунай (нем. Reichsgau Oberdonau) — административная единица нацистской Германии, существовавшая с 1938 по 1945 год. Рейхсгау Верхний Дунай охватывал территорию современных австрийских федеральных земель Верхняя Австрия и части Зальцбурга. Административным центром являлся город Линц.

## История
Рейхсгау Верхний Дунай был создан после аншлюса Австрии в 1938 году, когда нацистская Германия аннексировала Австрию. Административная реорганизация Австрии включала создание нескольких рейхсгау, одним из которых и стал Верхний Дунай.

## Административное деление
Рейхсгау Верхний Дунай был разделен на несколько административных округов (нем. Kreise), включавших:
- Линц
- Вельс
- Штайр
- Рид-им-Иннкрайс
- Браунау-ам-Инн

## Управление
Главой рейхсгау являлся гауляйтер, назначаемый непосредственно Адольфом Гитлером. Первым гауляйтером Верхнего Дуная был Август Эйгруббер, занимавший эту должность с 1938 по 1945 год.